# Вибори столиць Європейських ігор

## Європейські ігри 2015

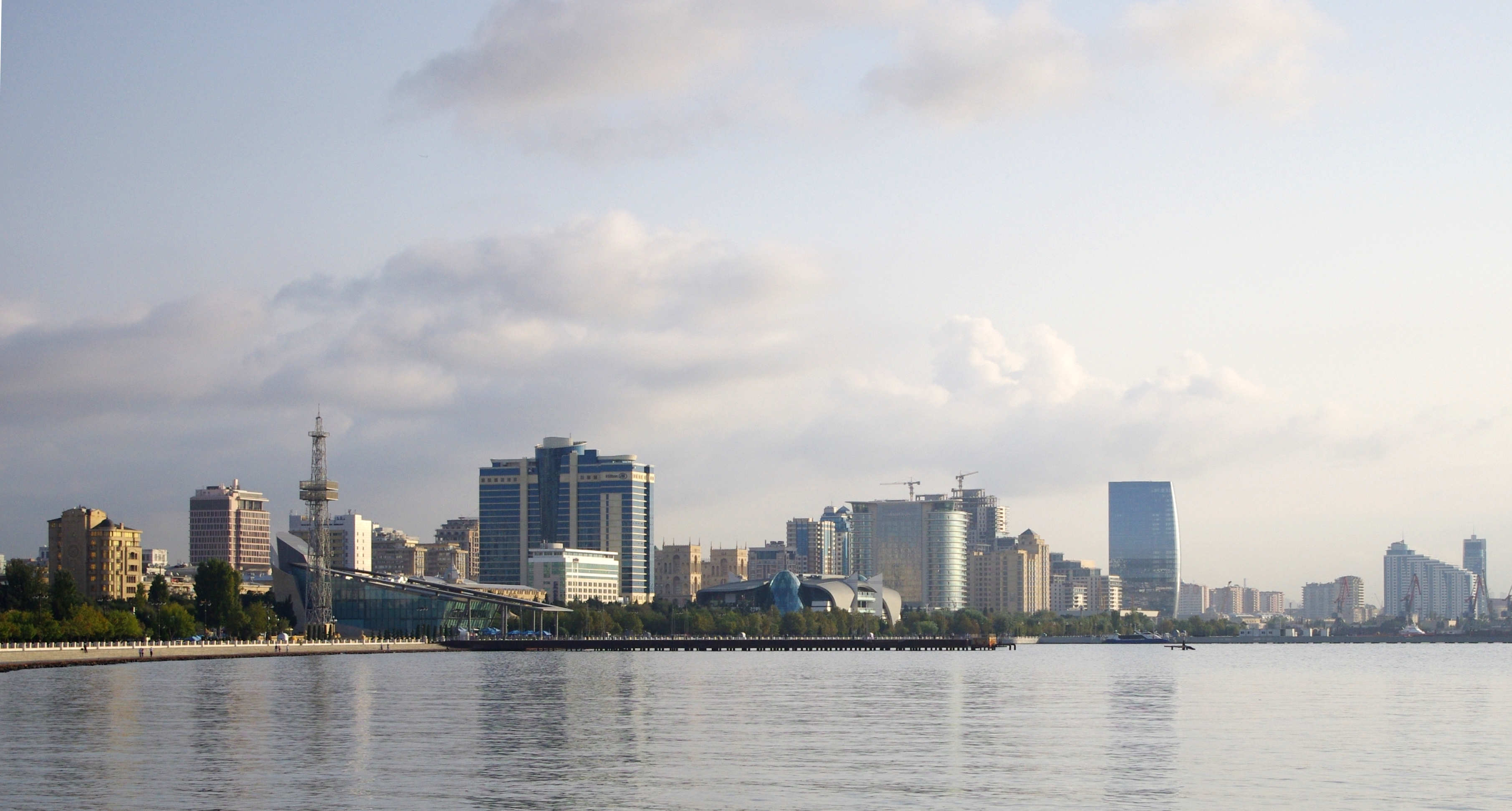
Баку — місто проведення перших Європейських ігор.

Ідея проведення Європейських ігор належить голові Олімпійського комітету Європи Патріку Хікі. Спочатку передбачалося проведення перших Європейських ігор у Білорусі, але після офіційної відмови Хікі звернувся до Азербайджану. Рішення про проведення перших в історії Європейських Ігор було прийнято 8 грудня 2012 року на 41-й Генеральній асамблеї Європейського Олімпійського комітету, що пройшла в Римі, в штаб-квартирі Національного олімпійського комітету Італії в спорткомплексі «Форо Італіко». За підсумками таємного голосування, 38 із 48 країн учасників Генеральної асамблеї проголосували за Баку, який був єдиним кандидатом у списку, 8 — проти, 2 — утримались.
Угода про проведення перших ігор у Баку підписали президент Європейського олімпійського комітету Патрік Хікі, генеральний секретар Європейського олімпійського комітету Рафаель Пагноцці, міністр молоді та спорту Азербайджану Азад Рагімов і віце-президент Національного олімпійського комітету Азербайджану Чингіз Гусейнзаде.

## Європейські ігри 2019

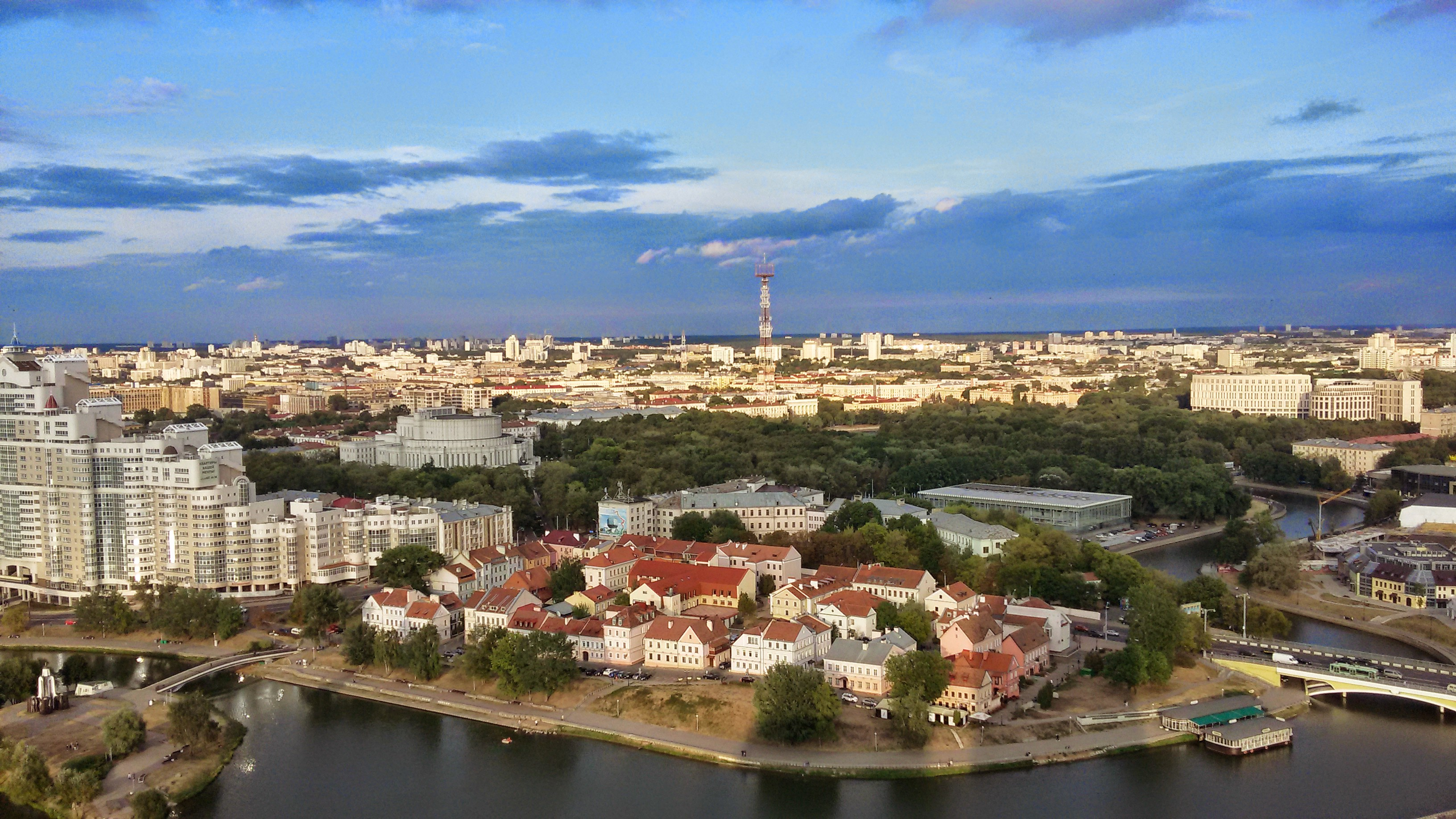
Мінськ — місто проведення ІІ Європейських ігор

У проведенні у себе в 2019 році других Європейських ігор висловив свою зацікавленість ряд країн і міст. Європейський олімпійський комітет займається створенням робочої групи, яка координує процес вибору місця проведення Європейських ігор 2019. Також були побоювання, що перші Європейські ігри стануть останніми. 16 травня 2015 року учасниками засідання Надзвичайної генеральної асамблеї Європейського олімпійського комітету було прийнято рішення про проведення II Європейських ігор 2019 року в Нідерландах. Змагання передбачалося провести в семи містах, в тому числі Амстердамі, Гаазі, Ейндховені, Роттердамі, Утрехті. 110 червня 2015 року Нідерланди відмовилися від проведення II Європейських ігор.
Після відмови Нідерландів (Амстердам), свою зацікавленість в прийнятті ігор висловили декілька країн — Білорусь (Мінськ), Велика Британія (Глазго), Польща (Познань), Росія (Казань та Сочі), Туреччина (Стамбул).
У листопаді 2015 року Росія була визначена як господиня II Європейських ігор, але одночасно почалося розслідування WADA допінгового скандалу в Росії. Напередодні Олімпіади 2016 через санкції за оголошену за результатами розслідування державну підтримку допінгу МОК відмовив у підтримці проведення в Росії основних спортивних заходів, включаючи II Європейських ігор, і на засіданні Генеральної асамблеї ЕОК, яка пройшла в Мінську 21 жовтня 2016 року, місцем проведення II Європейських ігор був обраний Мінськ.

## Європейські ігри 2023

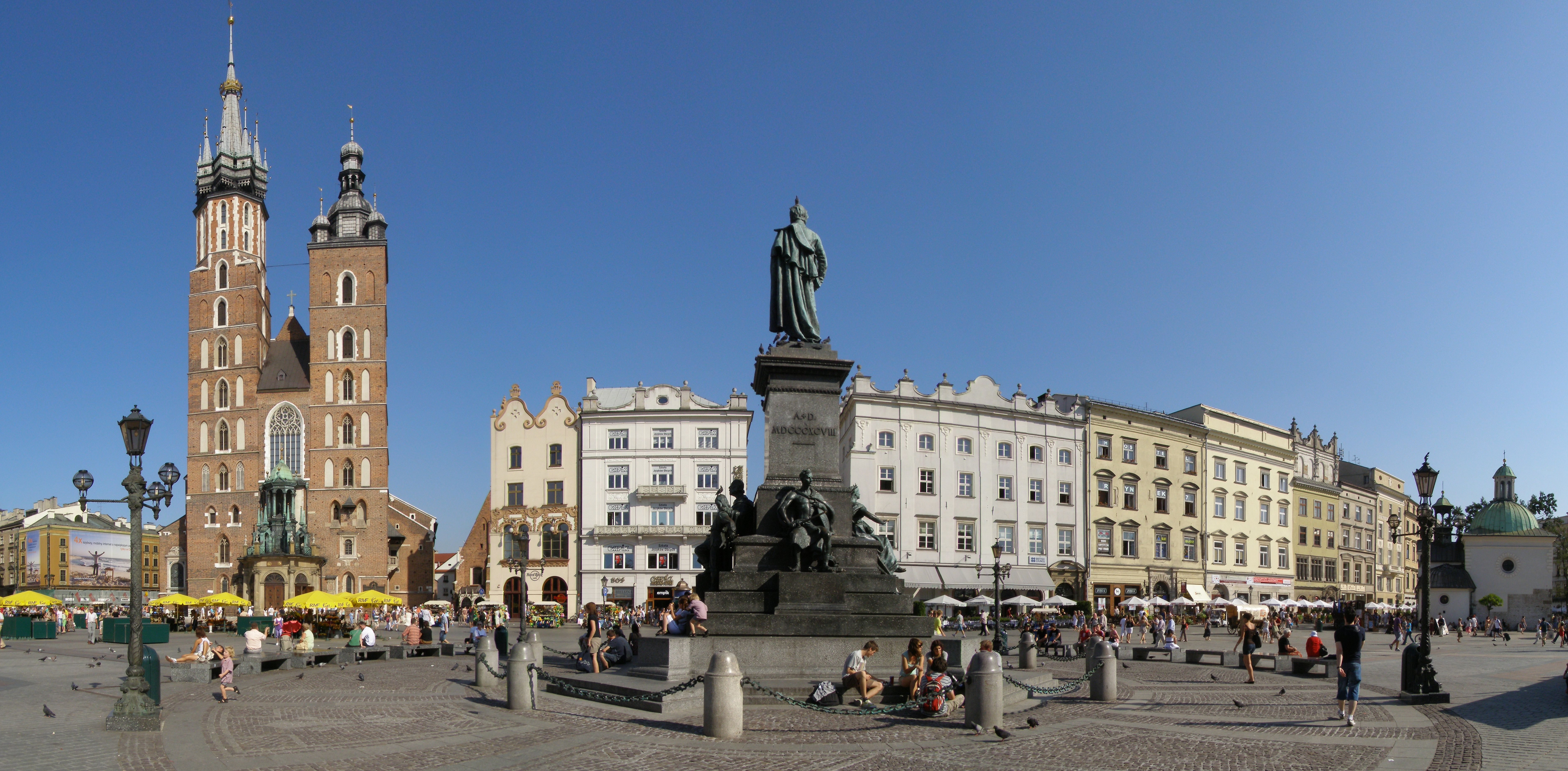
Краків — місто проведення третіх Європейських ігор.

На проведення третіх Європейських ігор у 2023 році претендували Манчестер (Велика Британія), Хайфа (Ізраїль), Катовіце (Польща). У січні 2019 року було оголошено, що Росія подає заявку на проведення ігор в Казані. Прийом заявок проводиться з листопада 2018 року по лютий 2019 року, місце проведення повинно бути вибрано до відкриття других ігор в червні 2019 року. Однак при наближенні дати вибору майже всі кандидати відкликали свої заявки. Залишився тільки польський Краків. Подавати заявки вже заборонено, отже Європейські ігри 2023 відбудуться у Кракові.

## Роки та міста проведення
| Ігри | Рік  | Церемонія відкриття | Церемонія закриття | Місто  | Країна      | Кількість країн | Кількість видів спорту |
| ---- | ---- | ------------------- | ------------------ | ------ | ----------- | --------------- | ---------------------- |
| I    | 2015 | 12 червня           | 28 червня          | Баку   | Азербайджан | 50              | 30                     |
| II   | 2019 | 21 червня           | 30 червня          | Мінськ | Білорусь    | 50              | 15                     |
| III  | 2023 | ?                   | ?                  | Краків | Польща      | ?               | ?                      |